# Чемпионат СССР по хоккею с шайбой 1990/1991 (составы)
Составы команд, участвовавших в чемпионате СССР по хоккею с шайбой 1990/1991.

## 1. «Динамо» Москва
Вратари: Михаил Шталенков (31 игра, 56 пропущенных шайб), Андрей Трефилов (20, 36), Андрей Карпин(6).

Защитники: Дмитрий Фролов (46 игр, 5 голов + 7 передач, 26 минут штрафа), Дмитрий Филимонов (45, 4+6, 12), Евгений Попихин (44, 2+8, 8), Михаил Татаринов (11, 5+4, 6), Сергей Сорокин (41, 4+5, 20), Владимир Крамской (40, 2+6, 24), Олег Микульчик (36, 2+6, 40), Александр Юдин (36, 1+7, 78), Александр Карповцев 40, (0+5, 15), Сергей Баутин (33, 2+0, 28), Дарюс Каспарайтис (17, 0+1, 10), Виктор Глушенков(2).

Нападающие: Александр Семак (46, 17+21, 48), Андрей Ломакин (45, 16+17, 22), Алексей Жамнов (46, 16+12, 24), Сергей Петренко (43, 14+13, 10), Александр Гальченюк (44, 11+16, 32), Андрей Ковалев 43, (17+8, 18), Равиль Хайдаров (45, 13+11, 30), Юрий Леонов (41, 11+9, 21), Игорь Дорофеев (28, 7+11, 6), Александр Андриевский (44, 9+8, 28), Игорь Королев (12+4, 12), Ян Каминский (25, 10+5, 2), Равиль Якубов (31, 4+4, 6), Алексей Ковалев (18, 1+2, 4), Роман Ильин (14, 1+1, 6), Андрей Кузьмин(2), Дмитрий Назаров(1), Андрей Николишин(2).

Главный тренер: Владимир Юрзинов.

## 2. «Спартак»
Вратари: Алексей Марьин (40, 84), Сергей Голошумов (19, 22).

Защитники: Владимир Тюриков (40, 8+6, 22), Вячеслав Уваев (45, 1+10, 44), Олег Мисенко (40, 4+3, 14), Сергей Фокин (27, 3+4, 41), Андрей Чистяков (45, 3+2, 44), Михаил Митькин (26, 2+1, 36), Сергей Бутко (34, 1+2, 4), Юрий Ящин (42, 0+3, 21).

Нападающие: Николай Борщевский (45, 19+16, 16), Виталий Прохоров (43, 21+10, 29), Алексей Ткачук (44, 20+11, 14), Юрий Шипицын (44, 10+21, 51), Сергей Бушмелев  (44, 16+9, 80), Александр Барков (45, 11+14, 26), Герман Волгин (45, 9+16, 30), Игорь Болдин (43, 8+15, 8), Алексей Саломатин (42, 13+7, 8), Андрей Попугаев (33, 5+6, 10), Константин Коротков (34, 3+3, 11), Александр Селиванов (21, 3+1, 6), Андрей Виноградов (30, 2+1, 2), Георгий Евтюхин (24, 0+2, 2), Сергей Агейкин (21, 1+0, 4), Дмитрий Шамолин(2).

Главный тренер: Александр Якушев.

## 3. «Крылья Советов»
Вратари: Олег Браташ (44, 100), Сергей Звягин (16, 23), Андрус Ахи (1).

Защитники: Дмитрий Миронов (45, 16+12, 22), Константин Курашов (43, 5+13, 28), Александр Фаткуллин (45, 2+13, 20), Юрий Страхов (46, 4+8, 14), Юрий Кузнецов (46, 1+4, 14), Андрей Смирнов (23, 0+4, 8), Игорь Иванов (20, 1+1, 0), Александр Лысенко (29, 0+1, 2), Андрей Скопинцев (16, 0+1, 2), Сергей Викт. Макаров (8).

Нападающие: Сергей Немчинов (46, 21+24, 30), Юрий Хмылев (45, 25+14, 26), Виктор Гордиюк (46, 12+10, 22), Сергей Золотов (42, 9+6, 12), Алексей Кудашов (45, 9+5, 10), Евгений Штепа (28, 9+5, 16), Андрей Потайчук (34, 8+6, 12), Игорь Борисков (29, 10+3, 12), Игорь Есмантович (43, 8+5, 4), Михаил Волков (40, 8+4, 8), Сергей Зайцев (40, 3+9, 8), Сергей Одинцов (45, 5+6, 22), Геннадий Лебедев (25, 5+4, 18), Владимир Терехов (18, 4+4, 12), Алексей Степанов (24, 3+4, 8), Сергей Вл. Макаров (28, 2+0, 18), Дмитрий Гоголев (1), Александр Кожевников (4), Виталий Томилин (1).

Главный тренер: Игорь Дмитриев.

## 4. ЦСКА
- вр Дроздов, Сергей Игоревич (44 игры)
- вр Ивашкин, Алексей Валерьевич (5) ← «Торпедо» НН
- вр Михайловский, Максим Михайлович (34)
- защ Брезгунов, Вадим Анатольевич (27)
- защ Бякин, Илья Владимирович (29, 4+7, 20)
- защ Гусаров, Алексей Васильевич (15, 0+0, 12)
- защ Зубов, Сергей Александрович (41, 6+5, 12)
- защ Константинов, Владимир Николаевич (45, 5+12. 42)
- защ Кравчук, Игорь Александрович (41, 6+5, 16)
- защ Малахов, Владимир Игоревич (46, 5+13. 22)
- защ Малыхин, Игорь Васильевич(38, 2)
- защ Миронов, Борис Олегович(36, 1+5, 16)
- защ Мотков, Дмитрий Валерьевич (32)

- защ Стельнов, Игорь Анатольевич (31, 2)
- нап Буре, Валерий Владимирович (3)
- нап Буре, Павел Владимирович (44, 35+11, 24)
- нап Буцаев, Вячеслав Геннадьевич (46, 14+19, 32)
- нап Востриков, Сергей Леонтьевич (44, 8)
- нап Давыдов, Евгений Витальевич (44, 10)
- нап Каменский, Валерий Викторович (46, 20+26, 66)
- нап Коваленко, Андрей Николаевич (45, 13+8, 26)
- нап Костичкин, Павел Викторович (26, 4)
- нап Кривокрасов, Сергей Владимирович (41, 4+0, 8)
- нап Малков, Пётр Александрович (26, 1)
- нап Масленников, Игорь Валентинович (44, 5)
- нап Петров, Олег Викторович (43, 7)
- нап Прокопьев, Александр Юрьевич (30, 1)
- нап Смирнов, Андрей Вениаминович (15, 2) → «Торпедо» Я
- нап Старостенко, Дмитрий Валерьевич (20, 2+1, 4)
- нап Фимин, Юрий Викторович (6)
- нап Чибирев, Игорь Викторович (40, 10+9, 4)
- Главный тренер: Виктор Тихонов

## 5. «Динамо» Рига
- вр Ирбе, Артур Ариевич (46)
- вр Наумов, Сергей Иванович (4)
- вр Поляков, Сергей Алексеевич (1)
- защ Береснев, Леонид Аркадьевич (43)
- защ Григорьев, Константин (43, 4)
- защ Зиновьев, Дмитрий Иванович (42, 10)
- защ Игнатьев, Виктор Юрьевич (10, 0+0, 2)
- защ Катлапс, Улвис (28)
- защ Матыцин, Андрей Александрович (46, 1)
- защ Митченков, Айгарс (9)
- защ Озолиньш, Сандис (44, 0+3, 51)
- защ Сейейс, Нормундс (45)
- защ Чудинов, Сергей Кузьмич (45, 2)
- нап Акулинин, Игорь Иванович (43, 3)
- нап Белявский, Александр Иосифович (46, 16)
- нап Болдавешко, Сергей (46, 16)
- нап Витолиньш, Харийс (46, 12+5, 10)
- нап Жолток, Сергей Иванович (39, 4+0, 16)
- нап Знарок, Олег Валерьевич (44, 24)
- нап Керч, Александр Ярославович (46, 16+17, 46)
- нап Опульскис, Юрис (42, 4)
- нап Павлов, Игорь Валентинович (45, 19)
- нап Пантелеев, Григорий Владимирович (23, 4+1, 4)
- нап Семеряк, Евгений Степанович (46, 8)
- нап Сенин, Сергей Викторович (2)
- нап Томанис, Илмарс (46, 18)
- нап Фандуль, Вячеслав Викторович (46, 26)
- нап Ципрусс, Айгарс (3)
- Главный тренер: Эвалд Грабовский

## 6. «Химик»
- вр Провкин, Григорий Анатольевич
- вр Червяков, Алексей Алексеевич
- защ Басалгин, Андрей Тимофеевич
- защ Кобзев, Олег Анатольевич
- защ Монаенков, Игорь Александрович
- защ Никитин, Игорь Борисович
- защ Селянин, Сергей Валентинович
- защ Смирнов, Александр Евгеньевич
- защ Тарасов, Кирилл Фёдорович
- защ Уланов, Игорь Сергеевич
- защ Яковенко, Андрей Васильевич
- защ Яшкин, Алексей Михайлович
- нап Бердичевский, Лев Сергеевич
- нап Березин, Сергей Евгеньевич
- нап Вязьмикин, Игорь Викторович
- нап Зелепукин, Валерий Михайлович
- нап Квартальнов, Андрей Вячеславович
- нап Квартальнов, Дмитрий Вячеславович
- нап Клемешов, Юрий Николаевич
- нап Козлов, Вячеслав Анатольевич
- нап Мальгин, Альберт Александрович
- нап Оксюта, Роман Николаевич
- нап Сантурян, Олег Валерьевич
- нап Титов, Герман Михайлович
- нап Торопченко, Леонид Александрович
- нап Трухно, Леонид Станиславович
- нап Чербаев, Александр Викторович
- нап Яшин, Олег Сергеевич
- Главный тренер: Владимир Васильев

## 7. «Торпедо» Ярославль
- вр Галкин, Игорь Витальевич
- вр Костюхин, Сергей Борисович
- вр Сапрыкин, Дмитрий Анатольевич
- защ Амелин, Алексей Викторович
- защ Жуков, Андрей Борисович
- защ Ковальков, Михаил Павлович
- защ Красоткин, Дмитрий Иванович
- защ Лукичёв, Сергей Валерьевич
- защ Мартынов, Игорь Юрьевич (хоккеист)
- защ Путилин, Алексей Александрович
- защ Соболев, Андрей Владимирович
- защ Усанов, Сергей Витальевич
- защ Шведов, Владислав Владимирович
- защ Юшкевич, Дмитрий Сергеевич
- нап Агеев, Александр Николаевич
- нап Ардашев, Александр Аркадьевич
- нап Быковский, Борис Анатольевич
- нап Горбачев, Эдуард Юрьевич
- нап Горшков, Алексей Валентинович
- нап Горшков, Андрей Владимирович
- нап Затевахин, Дмитрий Юрьевич
- нап Зинин, Дмитрий Эдуардович
- нап Карамнов, Виталий Владимирович
- нап Колесов, Андрей Рудольфович
- нап Мартынюк, Сергей Станиславович
- нап Микешин, Михаил Владимирович
- нап Нечаев, Сергей Владимирович
- нап Обухов, Аркадий Николаевич
- нап Рожков, Дмитрий Николаевич
- нап Самылин, Владимир Иванович
- нап Смирнов, Андрей Вениаминович «ЦСКА» → (19, 7)
- нап Тарасенко, Андрей Владимирович (хоккеист)
- нап Чинахов, Виталий Владимирович
- нап Шимков, Дмитрий Николаевич
- нап Шумский, Георгий Михайлович
- Главный тренер: Альберт Данилов

## 8. «Сокол»
- вр Самойлов, Виталий Анатольевич
- вр Ткаченко, Сергей Николаевич
- вр Шундров, Юрий Александрович
- защ Алексеев, Александр Александрович
- защ Годынюк, Александр Олегович
- защ Гунько, Юрий Дмитриевич
- защ Доника, Анатолий Григорьевич
- защ Житник, Алексей Николаевич
- защ Лубнин, Сергей Николаевич
- защ Овчинников, Андрей Александрович
- защ Полковников, Олег Олегович
- защ Савицкий, Александр Валерьевич
- защ Тимченко, Вячеслав Николаевич
- защ Ширяев, Валерий Викторович
- нап Ботвинко, Валерий Борисович
- нап Бурханов, Али Шамильевич
- нап Валиуллин, Эдуард Гусманович
- нап Василенко, Василий Евгеньевич
- нап Вологжанинов, Иван Юрьевич
- нап Кудерметов, Эдуард Дамирович
- нап Кузьминский, Александр Александрович
- нап Кулабухов, Вадим Викторович
- нап Куценко, Виктор Павлович
- нап Найда, Анатолий Иванович
- нап Олецкий, Валентин Арнольдович
- нап Пидгурский, Дмитрий Иванович
- нап Свинцицкий, Иван Вячеславович
- нап Сидоров, Андрей Валентинович
- нап Синьков, Олег Владимирович
- нап Трасеух, Алексей Борисович
- нап Хаджи, Тод
- нап Христич, Дмитрий Анатольевич
- нап Юлдашев, Рамиль Раильевич
- Главный тренер: Анатолий Богданов

## 9. «Торпедо» Усть-Каменогорск
- вр Бородулин, Владимир Ильич
- вр Шимин, Александр Николаевич
- защ Горев, Сергей Владимирович
- защ Еремеев, Павел Анатольевич
- защ Земляной, Игорь Степанович
- защ Кислицын, Сергей Анатольевич
- защ Коваленко, Олег Евгеньевич
- защ Медведев, Игорь Евгеньевич
- защ Никитин, Игорь Валерьевич
- защ Полищук, Александр Дмитриевич
- защ Соколов, Андрей Павлович
- защ Трощинский, Алексей Борисович
- защ Туников, Вадим Гаврилович
- защ Федорченко, Виктор Ильич
- защ Энгель, Александр
- нап Антипов, Сергей Анатольевич
- нап Белкин, Сергей Владимирович
- нап Беляевский, Игорь Константинович
- нап Бородулин, Михаил Ильич
- нап Дорохин, Игорь Львович
- нап Жуков, Алексей Юрьевич
- нап Каменцев, Павел Геннадьевич
- нап Каратаев, Юрий Иванович
- нап Корешков, Александр Геннадьевич
- нап Мухаметов, Мурат Муктасимович
- нап Николаев, Игорь Юрьевич
- нап Райский, Андрей Александрович
- нап Самохвалов, Андрей Викторович
- нап Соловьёв, Андрей Михайлович
- нап Сподаренко, Константин Григорьевич
- нап Фукс, Андрей Фёдорович
- нап Фукс, Борис Фёдорович
- нап Цуканов, Павел Дмитриевич
- нап Цыба, Андрей Владимирович
- нап Шафранов, Константин Витальевич
- Главный тренер: Владимир Гольц

## 10. «Торпедо» Нижний Новгород
- вр Герасимов, Владимир Александрович
- вр Ивашкин, Алексей Валерьевич
- вр Игнатенко, Алексей Юрьевич
- вр Лаврецкий, Олег Николаевич
- защ Галихманов, Вадим Рашидович
- защ Голышев, Николай Иванович
- защ Кунин, Сергей Николаевич
- защ Куприянов, Александр Александрович
- защ Латин, Лев Николаевич
- защ Мусатов, Вадим Юрьевич
- защ Наместников, Евгений Юрьевич
- защ Наместников, Олег Юрьевич
- защ Семёнов, Сергей
- защ Федосов, Владимир Иванович
- нап Амиров, Рустем Рафикович
- нап Белозерцев, Эдуард Петрович
- нап Богусевич, Юрий Фирсович
- нап Брайцев, Сергей Борисович
- нап Варнаков, Михаил Павлович
- нап Водопьянов, Анатолий Николаевич
- нап Галкин, Андрей Алексеевич
- нап Кадыков, Павел Борисович
- нап Киреев, Владимир Генрихович
- нап Мусакаев, Айдар Юнирович
- нап Новосёлов, Сергей Александрович
- нап Панфиленков, Станислав Вячеславович
- нап Пашинцев, Михаил Николаевич
- нап Рачков, Константин Борисович
- нап Ротанов, Алексей Петрович
- нап Рьянов, Вячеслав Серафимович
- нап Торгаев, Павел Викторович
- нап Шестериков, Сергей Владимирович
- Главный тренер: Валерий Шапошников

## 11. «Автомобилист»
- вр Зуев, Андрей Александрович
- вр Ширгазиев, Альберт Наилович
- защ Алёхин, Дмитрий Борисович
- защ Велижанин, Павел Григорьевич
- защ Воробьёв, Дмитрий Валентинович
- защ Каменский, Александр Константинович
- защ Коршунов, Андрей Николаевич
- защ Мартемьянов, Андрей Алексеевич
- защ Мишенин, Вячеслав Анатольевич
- защ Мухин, Евгений Георгиевич
- защ Поротников, Олег Геннадьевич
- защ Скомороха, Андрей Владимирович
- нап Анисимов, Алексей Германович
- нап Бабаев, Евгений Анатольевич
- нап Башкатов, Егор Вячеславович
- нап Безукладников, Вячеслав Юрьевич
- нап Гатаулин, Захар Галимович
- нап Ельшин, Вячеслав Юрьевич
- нап Ерёмин, Владимир Александрович
- нап Зайков, Олег Анатольевич
- нап Захаров, Игорь Валентинович
- нап Крохин, Сергей Викторович
- нап Лукиянов, Игорь Юрьевич
- нап Митин, Денис Владимирович
- нап Осипов, Сергей Юрьевич
- нап Пирожков, Дмитрий Владимирович
- нап Попов, Дмитрий Владимирович
- нап Старков, Олег Николаевич
- нап Субботин, Андрей Николаевич
- нап Яшин, Алексей Валерьевич
- Главный тренер: Виктор Кузнецов

## 12. «Трактор»
- вр Демченко, Виктор Васильевич
- вр Мыльников, Сергей Александрович
- вр Прохоркин, Николай Александрович
- защ Гловацкий, Вадим Николаевич
- защ Давыдов, Олег Анатольевич
- защ Исаков, Константин Александрович
- защ Копоть, Артём Юрьевич
- защ Никулин, Валерий Викторович
- защ Попов, Валерий Иванович
- защ Сапожников, Андрей Викторович
- защ Хацей, Игорь Владимирович
- защ Цыгуров, Денис Геннадьевич
- защ Шварев, Александр Викторович
- нап Астраханцев, Константин Вениаминович
- нап Гомоляко, Сергей Юрьевич
- нап Гусманов, Равиль Мидехатович
- нап Знарок, Игорь Валерьевич
- нап Иванов, Сергей Иванович
- нап Иченский, Сергей Леонидович
- нап Карпов, Валерий Евгеньевич
- нап Кудинов, Андрей Викторович
- нап Лазарев, Павел Викторович
- нап Мальцев, Олег Анатольевич
- нап Пуртов, Сергей Валентинович
- нап Суханов, Николай Николаевич
- нап Федулов, Игорь Вячеславович
- нап Хрущев, Сергей Николаевич
- нап Чистяков, Анатолий Николаевич
- нап Шадрин, Станислав Юрьевич
- Главный тренер: Валерий Белоусов

## 13. «Итиль»
- вр Абрамов, Сергей Михайлович
- вр Ячанов, Дмитрий Николаевич
- защ Завьялов, Александр Васильевич
- защ Закамский, Сергей Анатольевич
- защ Зубков, Андрей Фёдорович
- защ Кофтун, Олег Владимирович
- защ Михайлов, Валерий Лукич
- защ Пучков, Алексей Геннадьевич
- защ Рахин, Вячеслав Викторович
- защ Терехов, Александр Вячеславович
- защ Якубов, Рафик Хабибуллович
- нап Абдулхаев, Рустем Наилевич
- нап Благодатских, Вадим Юрьевич
- нап Ванин, Николай Анатольевич
- нап Веселов, Глеб Анатольевич
- нап Гарифуллин, Алмаз Миннеханович
- нап Гизатуллин, Ильнур Альфридович
- нап Касьянов, Ринат Римович
- нап Крашенинников, Игорь Валерьевич
- нап Макаров, Андрей Сергеевич
- нап Низамаев, Андрей Владимирович
- нап Никонов, Юрий Павлович
- нап Писарев, Андрей Константинович
- нап Повечеровский, Сергей Адамович
- нап Рахматуллин, Ильдар Шамилевич
- нап Ромашин, Игорь Николаевич
- нап Шайдуллин, Вадим Вакивович
- Главный тренер: Всеволод Елфимов

## 14. СКА Ленинград
- вр Иванников, Валерий Николаевич
- вр Соколов, Максим Анатольевич
- вр Черкас, Сергей Михайлович
- защ Алексушин, Владимир Борисович
- защ Гадельшин, Эдгар Ренатович
- защ Евдокимов, Игорь Михайлович
- защ Кукушкин, Дмитрий Викторович
- защ Сивов, Александр Владимирович
- защ Тертышный, Сергей Викторович
- защ Цветков, Дмитрий Николаевич
- защ Червяков, Денис Владимирович
- защ Шенделев, Сергей Викторович
- нап Андреев, Андрей Михайлович
- нап Андреев, Владимир Николаевич
- нап Беляков, Виктор Евгеньевич
- нап Виноградов, Александр Львович
- нап Ефимов, Алексей Валентинович
- нап Кравец, Михаил Григорьевич
- нап Лапшин, Сергей Евгеньевич
- нап Маслов, Николай Евгеньевич
- нап Павлов, Евгений Александрович
- нап Панин, Михаил Викторович
- нап Перегудов, Константин Викторович
- нап Свержов, Сергей Александрович
- нап Смагин, Александр Евгеньевич
- нап Соловьёв, Александр Николаевич
- нап Сушинский, Максим Юрьевич
- нап Тамбиев, Леонид Григорьевич
- нап Тепляков, Сергей Владимирович
- нап Цыплаков, Юрий Алексеевич
- Главный тренер: Геннадий Цыганков

## 15. «Динамо» Минск
- вр Шумидуб, Александр Николаевич
- вр Щебланов, Алексей Геннадьевич
- защ Алексеев, Александр Юрьевич
- защ Викулов, Сергей Юрьевич
- защ Гиро, Алексей Васильевич
- защ Грибко, Евгений Анатольевич
- защ Дьяконов, Эдуард Александрович
- защ Кривохижа, Юрий Иванович
- защ Матушкин, Игорь Витальевич
- защ Романов, Олег Константинович
- защ Федотов, Сергей Александрович
- защ Цыплаков, Александр Викторович
- нап Андриевский, Андрей Александрович
- нап Антоненко, Олег Владимирович
- нап Баландин, Андрей Иванович
- нап Бекбулатов, Вадим Николаевич
- нап Дмитриев, Андрей Викторович
- нап Занковец, Эдуард Константинович
- нап Захаров, Михаил Михайлович
- нап Карачун, Виктор Иосифович
- нап Кошкин, Андрей Германович
- нап Панков, Василий Николаевич
- нап Расолько, Андрей Евгеньевич
- нап Тужиков, Руслан Вячеславович
- нап Филин, Игорь Анатольевич
- нап Хаткевич, Сергей Викторович
- нап Цыплаков, Владимир Викторович
- нап Черчес, Вячеслав Борисович
- Главный тренер: Владимир Крикунов